# Porto Ercole
Porto Ercole is een plaats (frazione) in de Italiaanse gemeente Monte Argentario, provincie Grosseto, en telt ongeveer 5000 inwoners.
Het dorpje was jarenlang de vakantiebestemming van de Nederlandse koninklijke familie; in 1959 had prins Bernhard er zijn vakantievilla l'Elefante Felice (de gelukkige olifant) laten bouwen. De villa is in 2012 gesloopt.

## Afbeeldingen

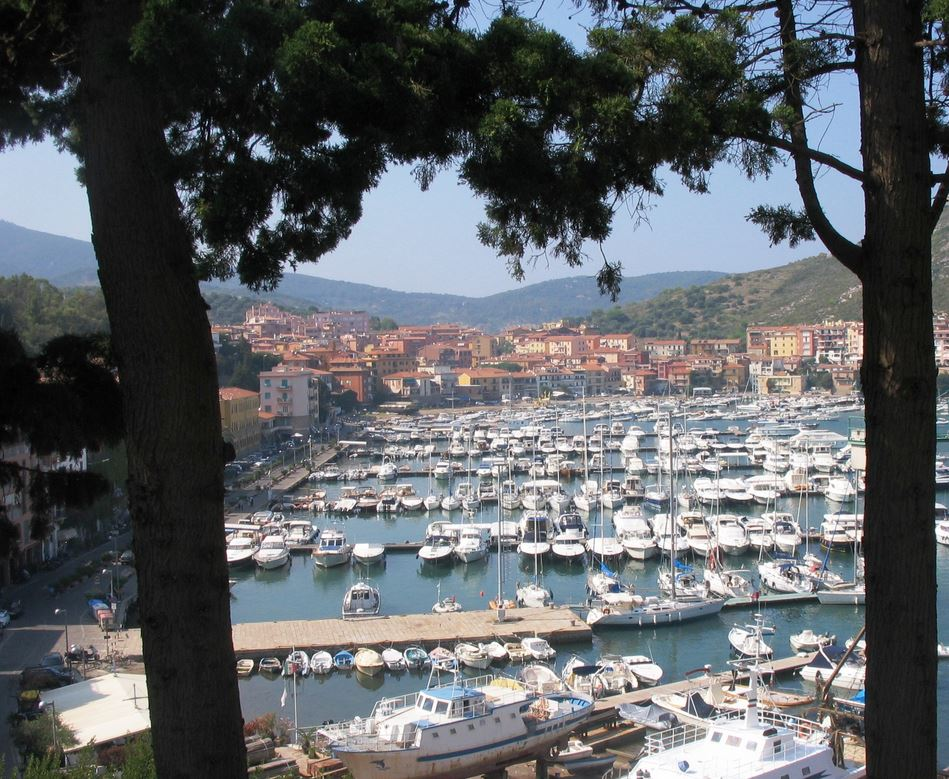
Panorama (1)
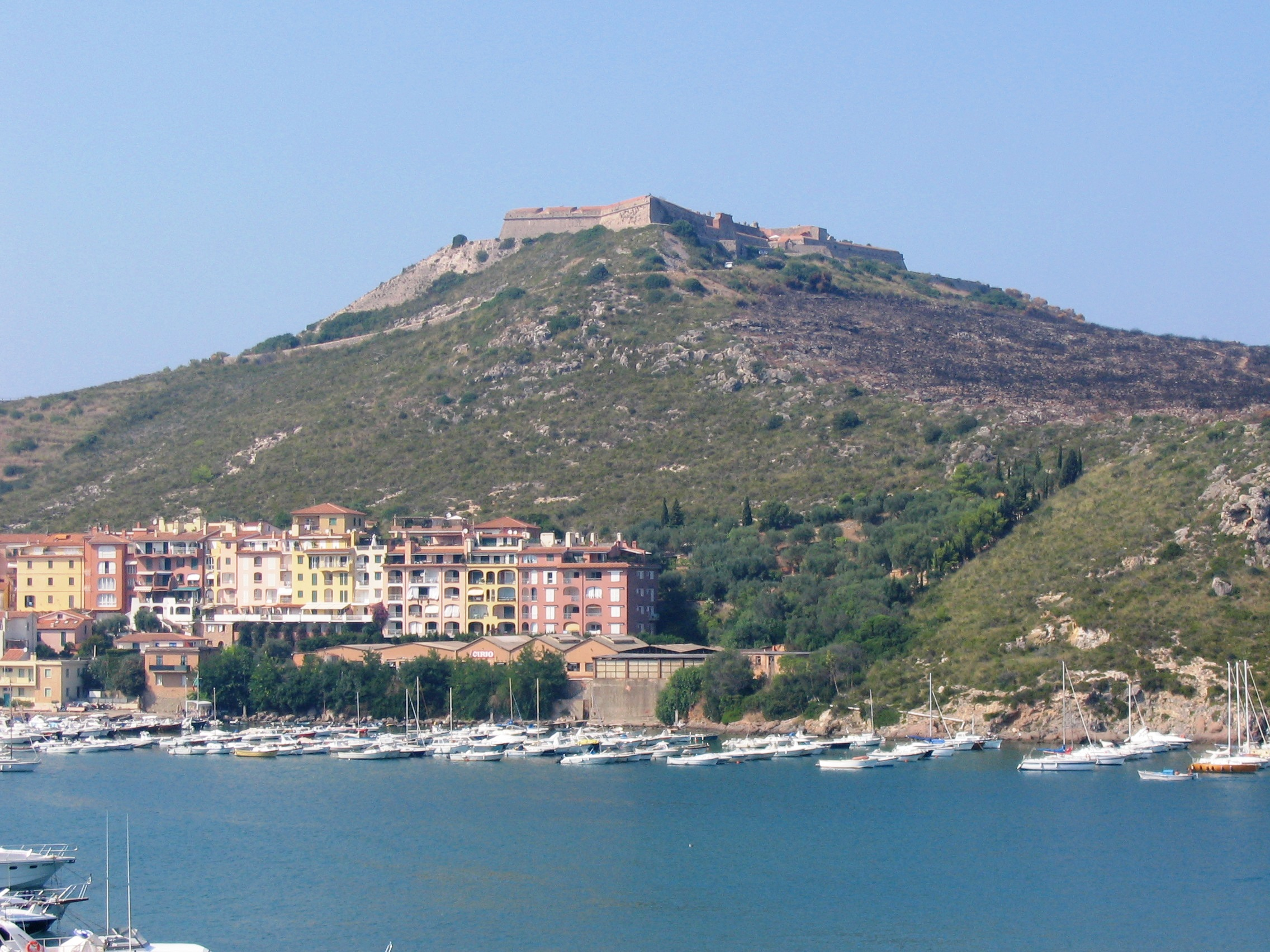
Panorama (2)
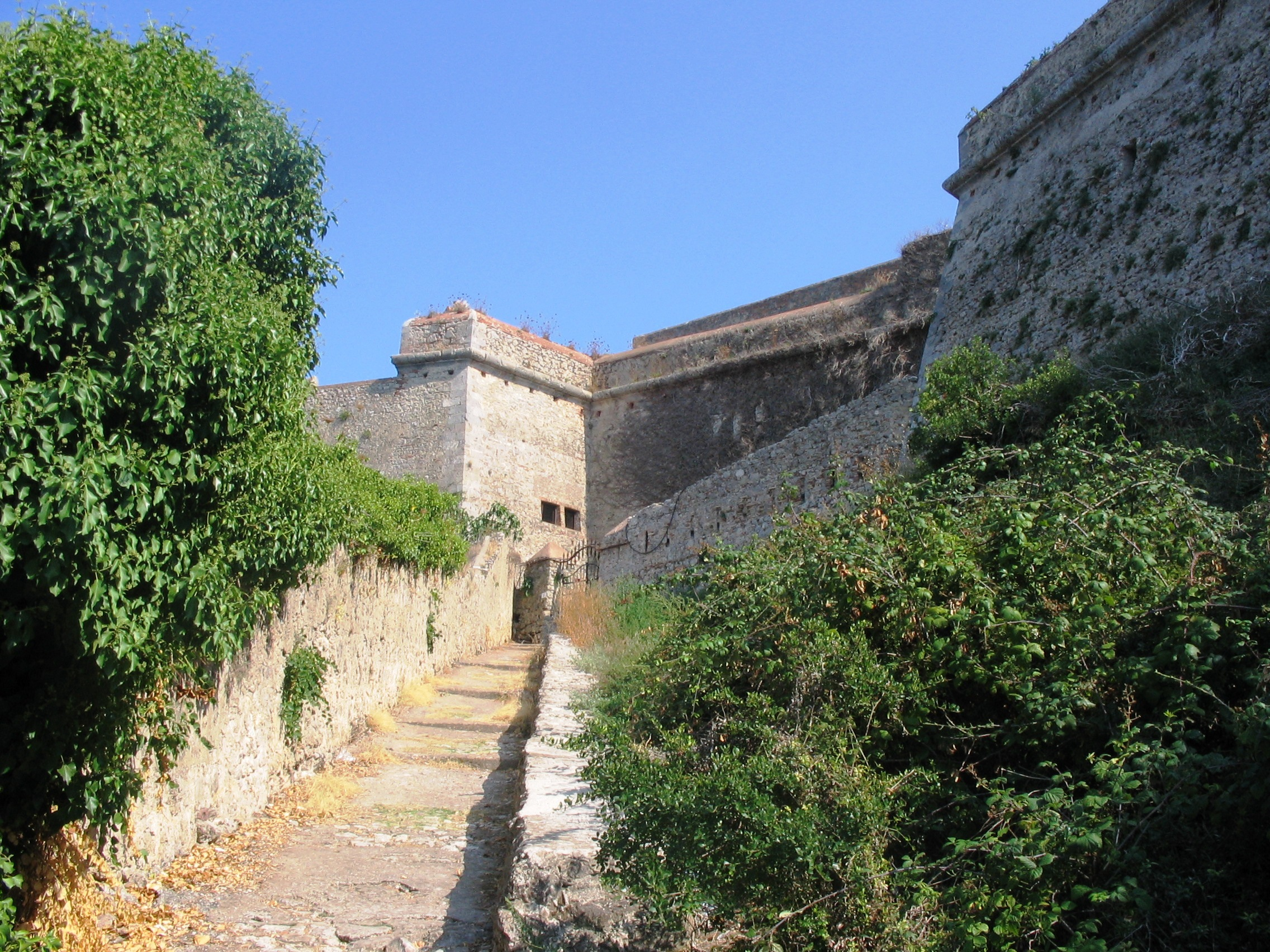
Vesting
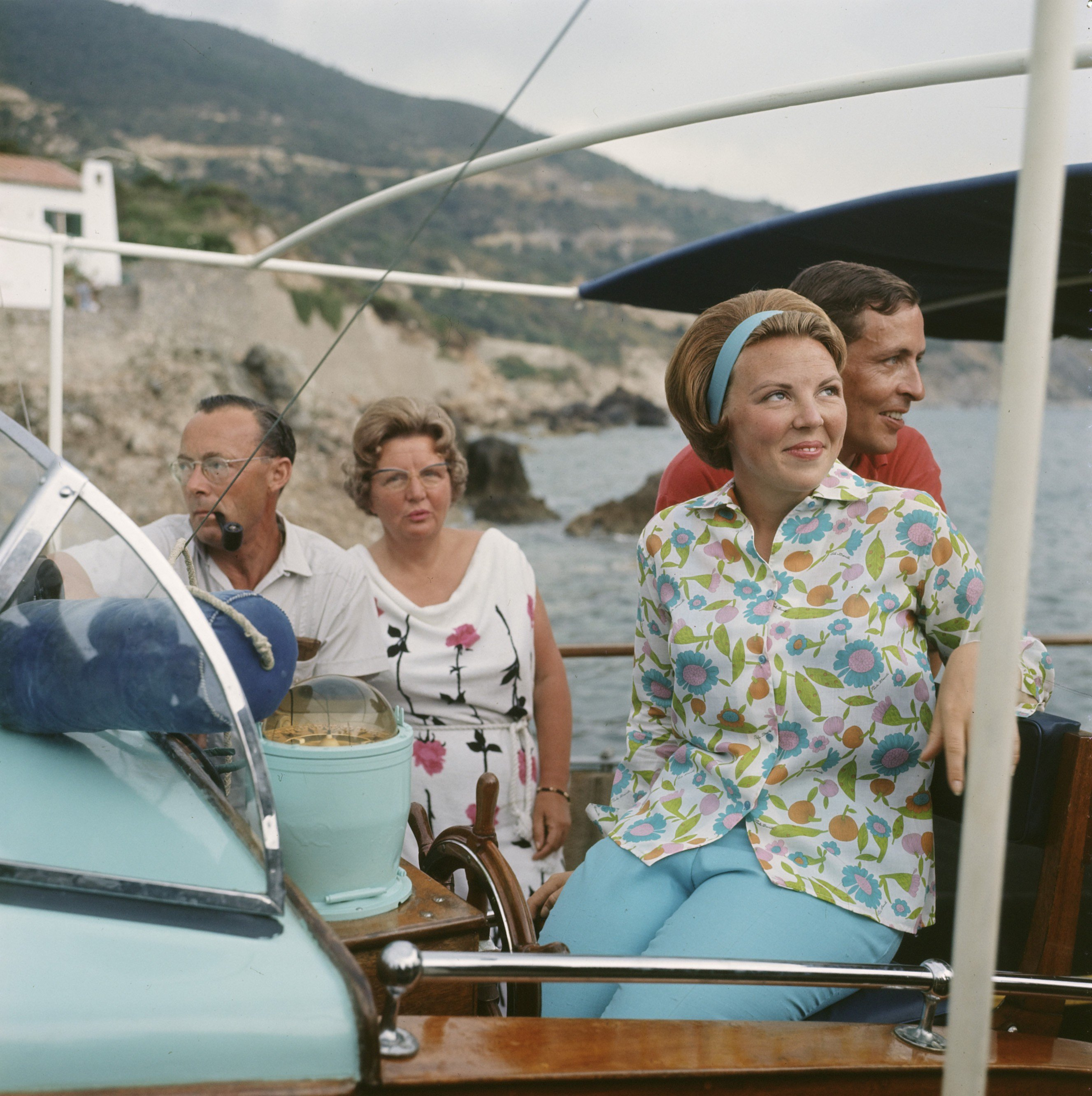
Koningin Juliana, prins Bernhard, prinses Beatrix, jonkheer Claus von Amsberg in Porto Ercole, 1965

## Partnersteden
- Caravaggio (Italië)